# Blakely (Pensilvania)
Blakely es un distrito (borough) en el Condado de Lackawanna, Pensilvania, Estados Unidos. En 2000, el distrito tenía una población de 7.027 habitantes. 

## Demografía
Según el censo de 2000, el distrito cuenta con 7.027 habitantes, 2.843 hogares y 1.865 familias residentes. La densidad de población es de 702,9 hab/km² (1.818,3 hab/mi²). Hay 3.010 unidades habitacionales con una densidad promedio de 301,1 u.a./km² (778,8 u.a./mi²). The racial makeup of the borough is 98,32% White, 0,28% African American, 0,04% Native American, 0,46% Asian, 0,00% Pacific Islander, 0,34% from other races, and 0,56% from two or more races. El 0,77% de la población es de origen Hispano o Latino cualquiera sea su raza de origen.
De los 2.843 hogares, en el 25,5% de ellos viven menores de edad, 50,5% están formados por parejas casadas que viven juntas, 11,4% son llevados por una mujer sin esposo presente y 34,4% no son familias. El 31,7% de todos los hogares están formados por una sola persona y 18,5% de ellos incluyen a una persona de más de 65 años. El promedio de habitantes por hogar es de 2,33 y el tamaño promedio de las familias es de 2,95 personas.
El 19,8% de la población del distrito tiene menos de 18 años, el 6,2% tiene entre 18 y 24 años, el 24,9% tiene entre 25 y 44 años, el 22,5% tiene entre 45 y 64 años y el 26,6% tiene más de 65 años de edad. La mediana de la edad es de 44 años. Por cada 100 mujeres hay 81,4 hombres y por cada 100 mujeres de más de 18 años hay 78,8 hombres.
La renta media de un hogar del distrito es de $35.308, y la renta media de una familia es de $48.385. Los hombres ganan en promedio $33.255 contra $25.887 para las mujeres. La renta per cápita en el distrito es de $17.979. 5,2% de la población y 3,0% de las familias tienen entradas por debajo del nivel de pobreza. De la población total bajo el nivel de pobreza, el 5,1% son menores de 18 y el 9,0% son mayores de 65 años.
- Datos: Q1131808
- Multimedia: Blakely, Pennsylvania / Q1131808